# Wilhelm Vollrath
Wilhelm Michael Vollrath (* 9. April 1887 in Darmstadt; † 26. Januar 1968 ebenda) war ein deutscher evangelischer Theologe und Religionsphilosoph.

## Leben
Vollrath wurde als Sohn des Installateurs Johann Michael Vollrath und der Anna Maria, geb. Graber, in Darmstadt geboren. Von 1896 bis zu seinem Abitur 1905 besuchte er das Ludwig-Georgs-Gymnasium seiner Heimatstadt. Anschließend studierte er Evangelische Theologie, Philosophie und Kunstwissenschaft in Halle und Gießen. In Gießen bestand er im Sommer 1908 seine theologische Fakultätsprüfung und wurde dort auch 1909 bei Samuel Eck mit einer Arbeit zum Thema Die Frage nach der Herkunft des Prinzips der Anschauung in der Theologie Herders zum Doktor der Theologie promoviert. 1911 erfolgte, während eines Forschungsaufenthalts in Berlin verfasst, ebenfalls in Gießen eine zweite Promotion, in Philosophie. Diese Dissertation hatte den Titel Die Auseinandersetzung Herders mit Spinoza. Eine Studie zum Verständnis seiner Persönlichkeit. 1912 bis 1914 wirkte er als Repetent an der Gießener Theologischen Fakultät.
Nach Ausbruch des Ersten Weltkriegs war er zunächst Ersatz-Reservist im Sanitätsdienst, anschließend bis Kriegsende Lazarettpfarrer. 1917 erhielt er für seinen Einsatz das Hessische Kriegsehrenzeichen.
1919 habilitierte er sich an der Universität Erlangen und war anschließend zunächst Privatdozent.
Von 1924 bis 1939 war er außerordentlicher Professor für Religionssoziologie und Grenzgebiete der systematischen Theologie in Erlangen. In dieser Zeit entstand auch ein wissenschaftliches Hauptwerk über die zeitgenössische anglikanische Theologie Großbritanniens. 1927 und 1928 nahm er an den von George Kennedy Allen Bell und Adolf Deißmann veranstalteten britisch-deutschen Theologentagungen teil.
Bis 1930 gehörte Vollrath der DNVP an. Schon früh dem Nationalsozialismus nahestehend – Parteimitglied war er erst seit 1937 – und diesen in Vorträgen auch unterstützend, schloss er sich den Deutschen Christen an. Sein Versuch, mit Unterstützung der NSDAP den Lehrstuhl Friedrich Ulmers zu bekommen, scheiterte am Widerstand der Fakultät. Nachdem er im Wintersemester 1935/36 die Vertretung Georg Wobbermins an der Universität Göttingen übernommen hatte, machte er sich dort auch Hoffnungen auf die Nachfolge, scheiterte aber am Veto Emanuel Hirschs, der zwar politisch auf einer Wellenlänge mit ihm lag, ihn aber für fachlich ungeeignet hielt.
1939 übernahm er eine Lehrstuhlvertretung in Gießen. In seiner Sachakte im Reichsministerium für Wissenschaft, Erziehung und Volksbildung ist 1934 als sein besonderes Forschungsgebiet die „Systematische Theologie unter völkischen Gesichtspunkten und in sozialer Hinsicht“ vermerkt. Er habe seit 1925 im Ausland (gemeint ist Großbritannien, wo er sich längere Zeit aufhielt) „gegen die Kriegsschuldlüge gekämpft“.

## Werke (Auswahl)
- Formale Methoden in der Theologie. Kritische Studie zur Religionspsychologie, Religionsgeschichte und -Soziologie, Leipzig 1914.
- Graf Keyserling und seine Schule, Leipzig (u. a.) 1923.
- Das Problem des Wortes, Gütersloh 1925.
- Theologie der Gegenwart in Grossbritannien, Gütersloh 1928.
- Goethe und Großbritannien, Erlangen 1932.
- Die alte Oxfordbewegung, 1833–1845. Leipzig: Dorffling & Franke 1933.
- Houston Stewart Chamberlain und seine Theologie, Erlangen 1937.
- Verschwiegenes Oxford. Matthew Arnold, Goethe und Walter Pater, Fellow of Brasenose, Heidelberg 1951.